# Alpsko smučanje na Zimskih olimpijskih igrah 1980
Alpsko smučanje na Zimskih olimpijskih igrah 1980. Olimpijska prvaka v smuku sta postala Leonhard Stock in Annemarie Moser-Pröll, dvojna olimpijska prvaka v veleslalomu in slalomu pa Ingemar Stenmark in Hanni Wenzel. Tekmovanje je zadnjič štelo tudi za Svetovno prvenstvo, kombinacija je štela le za svetovno prvenstvo.

## Dobitniki medalj

### Moški
| Tekma                                                  | Zlato            | Srebro            | Bron            |
| Smuk podrobno                                          | Leonhard Stock   | Peter Wirnsberger | Steve Podborski |
| Veleslalom podrobno                                    | Ingemar Stenmark | Andreas Wenzel    | Hans Enn        |
| Slalom podrobno                                        | Ingemar Stenmark | Phil Mahre        | Jacques Lüthy   |
| le za svetovno prvenstvo, ni del olimpijskega programa |                  |                   |                 |
| Kombinacija                                            | Phil Mahre       | Andreas Wenzel    | Leonhard Stock  |

### Ženske
| Tekma                                                  | Zlato                 | Srebro            | Bron               |
| Smuk podrobno                                          | Annemarie Moser-Pröll | Hanni Wenzel      | Marie-Theres Nadig |
| Veleslalom podrobno                                    | Hanni Wenzel          | Irene Epple       | Perrine Pelen      |
| Slalom podrobno                                        | Hanni Wenzel          | Christa Kinshofer | Erika Hess         |
| le za svetovno prvenstvo, ni del olimpijskega programa |                       |                   |                    |
| Kombinacija                                            | Hanni Wenzel          | Cindy Nelson      | Ingrid Eberle      |